# التسلسل الزمني للانتفاضات الكردية
هذه قائمة توضح أهم الثورات الكردية.

## قائمة النِزاعات
| التاريخ                                                   | الثورة                                        | المكان                                     | النتيجة                                                                                        |
| --------------------------------------------------------- | --------------------------------------------- | ------------------------------------------ | ---------------------------------------------------------------------------------------------- |
| 838-841                                                   | إنتفاضة اليزيديين ضد العباسيين                | الدولة العباسية                            | قُمِعت                                                                                           |
| 1506–1510                                                 | إنتفاضة اليزيديين ضد الصفويين                 | الدولة الصفوية                             | قُمِعت بعد هَزيمة زعيم اليزيدية شير صارم                                                          |
| 1609–1610                                                 | معركة ديمديم                                  | الدولة الصفوية                             | قُمِعت                                                                                           |
| 1775                                                      | إنتفاضة باجلان                                | الدولة الزندية                             | قُمِعت                                                                                           |
| 1806–1808                                                 | إنتفاضة البابانيون                            | الدولة العثمانية                           | قُمِعت                                                                                           |
| 1880–1881                                                 | تمرد الشيخ عبد الله نهري ضد القاجاريون        | القاجاريون                                 | قُمِعت                                                                                           |
| 1919 - 1922                                               | ثورة محمود البرزنجي الأولى                    | المملكة العراقية                           | قُمِعت                                                                                           |
| 1918–1922                                                 | ثورة سمكو آغا شكاك                            | إيران                                      | قُمِعت                                                                                           |
| 6 مارس 1921 - 17 يونيو 1921                               | تمرد كوشجيري                                  | تركيا                                      | قُمِعت                                                                                           |
| نوفمبر 1922 - يوليو 1924                                  | ثورة محمود البرزنجي الثانية                   | المملكة العراقية، مملكة كردستان            | تأسيس مملكة كردستان                                                                            |
| 8 فبراير - مارس 1925                                      | ثورة الشيخ سعيد                               | تركيا                                      | قُمِعت                                                                                           |
| 1926                                                      | ثورة سمكو آغا شكاك الثانية                    | إيران                                      | قُمِعت، فِرار سمكو آغا شكاك إلى الانتداب البريطاني على العراق                                     |
| أكتوبر 1927 - سبتمبر 17, 1930                             | تمرد أرارات الأول والثاني والثالث             | جمهودية أرارات, تركيا                      | قُمِعت، أدت لتفكك جمهودية أرارات.                                                                |
| 1931–1932                                                 | ثورة أحمد البرزاني                            | المملكة العراقية                           | قُمِعت، ثم تمرد بسيط سنة 1933، وتمرد آخر من البرزاني سنة 1943.                                   |
| 1935                                                      | الثورة اليزيدية 1935                          | الانتداب البريطاني على العراق              | قُمِعت                                                                                           |
| 20 مارس 1937 - نوفمبر, 1937 و 2 يناير 1938 - ديسمبر، 1938 | ثورة درسيم                                    | تركيا                                      | قُمِعت                                                                                           |
| 1941–1944                                                 | ثورة حماة راشد                                | إيران                                      | قُمِعت، فِرار حماة راشد إلى العراق                                                                |
| نوفمبر 1945 - ديسمبر 15, 1946                             | الأزمة الإيرانية في 1946                      | Iran, جمهورية مهاباد                       | تأسيس جمهورية مهاباد بدعم من الاتحاد السوفييتي، وتم قمع الثورة لاحقاً                           |
| 11 سبتمبر 1961 - 1970                                     | حرب كردستان العراق 1961 - 1970                | جمهورية العراق                             | تجمد العِلاقات، ثم أدت إتفاق الحُكم الذاتي بين العراق وكردستان سنة 1970                          |
| 1967                                                      | الثورة الكردية عام 1967 في إيران              | إيران                                      | قُمِعت                                                                                           |
| أبريل 1974 - 1975                                         | حرب كردستان العراق 1974 - 1975                | العراق                                     | قُمِعت من الحكومة العراقية، وأعادت سيطرتها على كردستان العراق.                                   |
| 1976–1978                                                 | تمرد الاتحاد الوطني الكردستاني                | العراق                                     | لم تُحسم، وأدت للتمرد الكردي سنة 1983.                                                          |
| 1979                                                      | التمرد الكردي في إيران 1979                   | إيران                                      | قُمِعت                                                                                           |
| 1983–1985                                                 | التمرد الكردي 1983                            | العراق                                     | أدت لحملة الأنفال                                                                              |
| 15 أغسطس 1984 – حتى الآن                                  | الصراع الكردي التركي                          | تركيا                                      | دعوات من كلا الجانبين لإنهاء الصراع، وإستمرار إنسحاب حزب العمال الكردستاني من الأراضي التركية. |
| 1986–1996                                                 | تمرد الحزب الديمقراطي الكردستاني الإيراني     | سياسة إيران                                | قُمِعت؛ وأعلن الحزب الديمقراطي الكردستاني الإيراني وقف إطلاق النار من جانب واحد سنة 1996.        |
| 1 مارس – 5 أبريل 1991                                     | الانتفاضة الشعبانية                           | العراق إبان حكم حزب البعث، وكردستان العراق | إنتصار؛ بإعلان جمهورية ذات حكم ذاتي للأكراد عُرفت بكردستان العراق                               |
| مارس 2004                                                 | أحداث القامشلي 2004                           | سوريا                                      | قُمِعت                                                                                           |
| 2004–حتى الآن                                             | الصراع بين حزب الحياة الحرة الكردستاني وإيران | إيران                                      | مستمرة                                                                                         |
| 2012–حتى الآن                                             | الحملة الكردية في سوريا أثناء الأزمة السورية  | سوريا                                      | سيطرة المُقاتلين الأكراد على 365 بلدة في كردستان السورية ومنطقتين في حلب في سبتمبر 2012         |